# Revelation Online
Revelation — компьютерная игра в режиме онлайн, разработанная в Китае. В США и Европе издаётся под названием «Revelation Online». Действие игры происходит во вселенной Revelation — фэнтезийном мире с элементами магии и стимпанка, созданном по мотивам книг китайского писателя Цзян Наня. Модель распространения игры - Free-to-play.

## История
Игра Revelation разрабатывается с 2005 года китайской компанией NetEase. В июне 2015 игра вышла в стадию открытого бета-теста на китайском рынке.
3 июня 2016 состоялась закрытая презентация игры для представителей прессы. 6 июня 2016 Mail.Ru запустили официальный сайт Revelation и анонсировали, что будут издавать игру в России и странах СНГ, а их дочерняя компания My.Com займется продвижением и поддержкой в Европе и Америке. Игра будет переведена на четыре языка: русский, английский, немецкий и французский. Первый этап закрытого бета-теста стартовал 12 октября 2016 года. Открытый бета-тест начался 26 декабря 2016 года.

## Системные требования
- Минимальные системные требования
  - ОС: Windows 7 and higher
  - Процессор: Intel Core 2 Duo 2.4 GHz
  - Оперативная память: 2 GB ОЗУ
  - Видеокарта: NVIDIA GeForce GT610/Intel HD 4000
  - Сеть: Широкополосное подключение к интернету
  - Место на диске: 30 GB
  - Дополнительно: Broadband Connection with 128kb/s or more bandwidth
- Рекомендуемые системные требования
  - ОС: Windows 10
  - Процессор: Intel Core i5 2.8 GHz
  - Оперативная память: 8 GB ОЗУ
  - Видеокарта: NVIDIA GeForce GTX 750 TI, 2 GB
  - Сеть: Широкополосное подключение к интернету
  - Место на диске: 30 GB
  - Дополнительно: Broadband Connection with 512kb/s or more bandwidth

## Геймплей

### Сюжет
Легендами о клановых войнах и спасении мира от вселенского зла уже никого не удивишь. Компания NetEase взяла это на заметку и предложила написать историю игрового мира известному современному писателю, работающему в жанре фэнтези. Путь развития персонажа в Revelation неразрывно связан с цепочкой квестов, которые постепенно раскрывают сюжет игры.

### Мир
Мир Revelation — бесшовный и открытый, с возможностью неограниченного полета. В инстансовых зонах находятся только подземелья, поля боя и гильдейские базы. Перемещаться по миру можно с помощью крыльев, маунтов или системы телепортов между городами.

### Управление
В игре доступны три модели управления, между которыми можно переключаться в любой момент.
- target — система с захватом цели (как в World of Warcraft).
- non-target — атаки персонажа необходимо направлять с помощью мыши (как в TERA).
- click-to-move — управлять персонажем можно как с помощью клавиатуры, так и с помощью мыши (как в Lineage2  и Perfect World).

### Классы
Сейчас в игре доступно 7 классов.
- Страж — надежно защищенный боец ближнего боя, который может поднимать щит и выполнять роль танка, или опускать его и заниматься нанесением урона.
- Стрелок — боец дальнего боя, который использует пистолеты и винтовку. Может призывать себе на помощь механические турели.
- Маг — боец дальнего боя, вооруженный мечом и нексусом (магическим шаром). Может переключаться между тремя стойками: ледяной (для контроля противников), огненной (для нанесения сосредоточенного урона) и электрической (для массового урона).
- Рыцарь — проворный боец ближнего боя, гораздо более мобильный, чем страж. Специализируется на быстром нанесении повреждений врагу с помощью серий приемов. Не использует щит, держа в обеих руках оружие.
- Друид — лекарь, способный исцелять всех членов группы. Также имеет в своем арсенале способности, наносящие урон, и может выступать в качестве дд.
- Жнец — гибридный класс, вооруженный посохом (или косой) и филактерием. Может становиться в темную стойку, для нанесения урона врагам, или в светлую, для исцеления и поддержки группы.
- Ассасин — третий в игре боец ближнего боя, обладает самым большим арсеналом массовых атак и заклинаний массового контроля противника, однако уступает всем остальным классам в мобильности.

### PvP
В игре присутствуют различные виды PvP активностей.
- Массовые осады замков в открытом мире (до 5000 участников).
- Арены (3х3).
- Поля боя (10х10, 20х20 или 30х30).
- Турниры.
- Межсерверные сражения.
- Королевская битва.
- Воздушные битвы (все участники используют крылья и сражаются в полете, используя особые воздушные умения).
- Сражения в открытом мире(PvPvE).

### PvE
Максимальный уровень персонажа на данный момент — 79.
В игре есть ряд инстансов и рейдовых подземелий (размер группы для прохождения от 1 до 20 персонажей). Каждое подземелье имеет несколько уровней сложности.